# Kungsäters kyrka
Kungsäters kyrka är en kyrkobyggnad i kyrkbyn Kungsäter i Varbergs kommun. Den tillhör sedan 2012 Veddige-Kungsäters församling (tidigare Kungsäters församling) i Göteborgs stift.

## Kyrkobyggnaden
Kyrkan är ritad av arkitekten Emil Viktor Langlet och uppfördes 1881 i gråsten med fasad av tegel och puts i nyromantisk stil. Efter att den nya byggnaden hade tagits i bruk övergavs den gamla medeltida kyrkan. Ruinerna av denna har konserverats och återfinns invid kyrkogården. 
Byggnaden är en av omkring trettio svenska centralkyrkor. Planen är oktagonal och utformningen gör att alla kyrkobesökare kommer nära koret, trots att kyrkan har över 350 sittplatser. Kyrkorummets form påverkar även akustiken och ger en stor men kort efterklang.
Renoveringar företogs 1934 och 1969 och en omfattande renovering av kyrkans interiör ägde rum 1998. År 2012 renoverades även det centrala kyrktornet. Detta är den bäst bevarade av Langlets centralkyrkor. Alla läktare och stora delar av inredningen med sin ursprungliga dekorativa bemålning från 1881 finns kvar.

## Inventarier
- Altartavlan är målad 1891 av Philip Lindström från orten.
- Korfönstret har glasmålningar.
- Oblatask i silver från 1758.

### Klockor
Klockorna kommer från den gamla kyrkan.
- Storklockan är dock omgjuten 1900. Diameter: 100 cm. Vikt: 650 kg.
- Lillklockan är gjuten 1693. Diameter: 81 cm. Vikt: 330 kg.

### Orgel
Orgeln är pneumatisk och tillverkad 1955 av Tostareds Kyrkorgelfabrik.

## Bilder

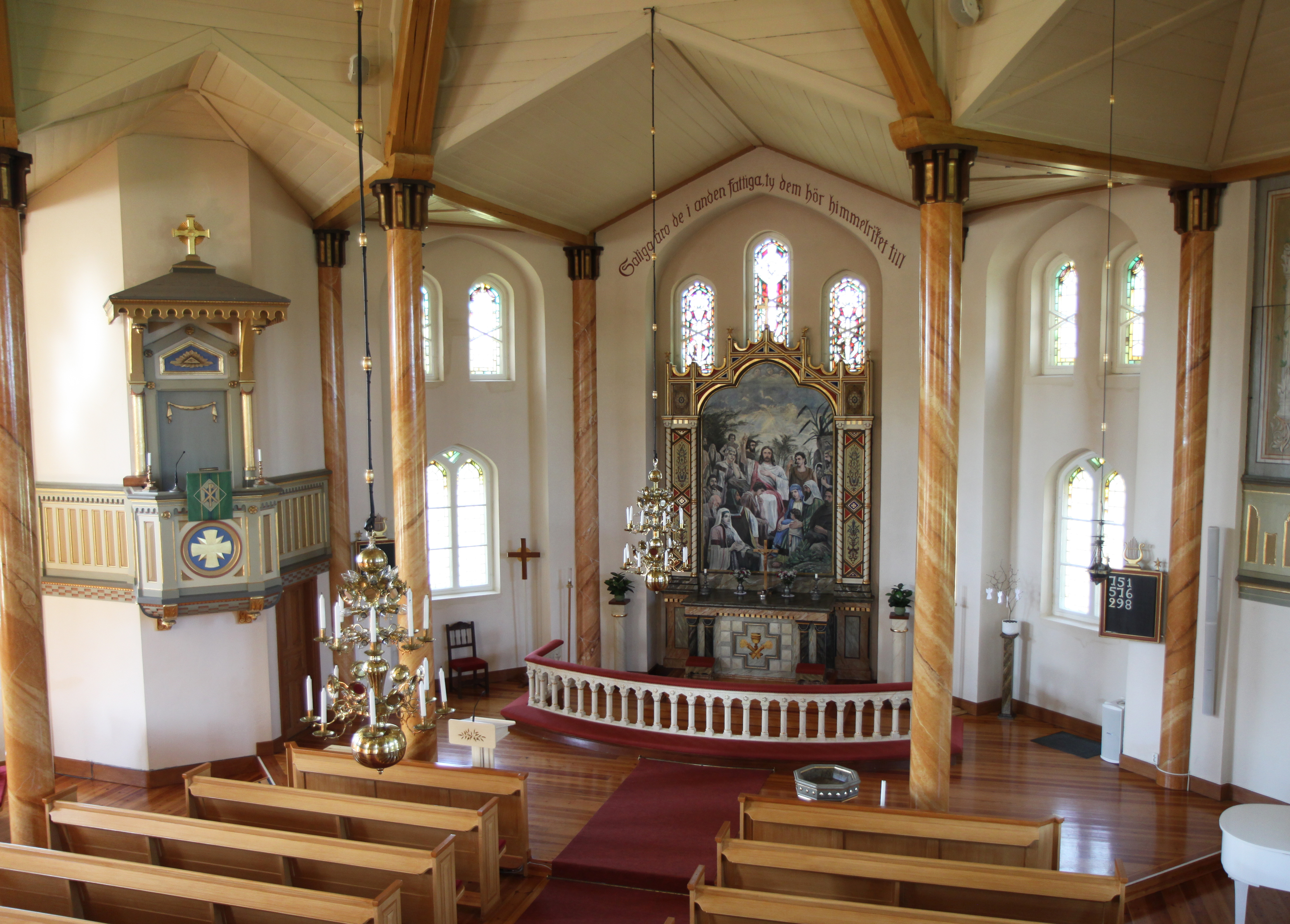
Interiör mot koret
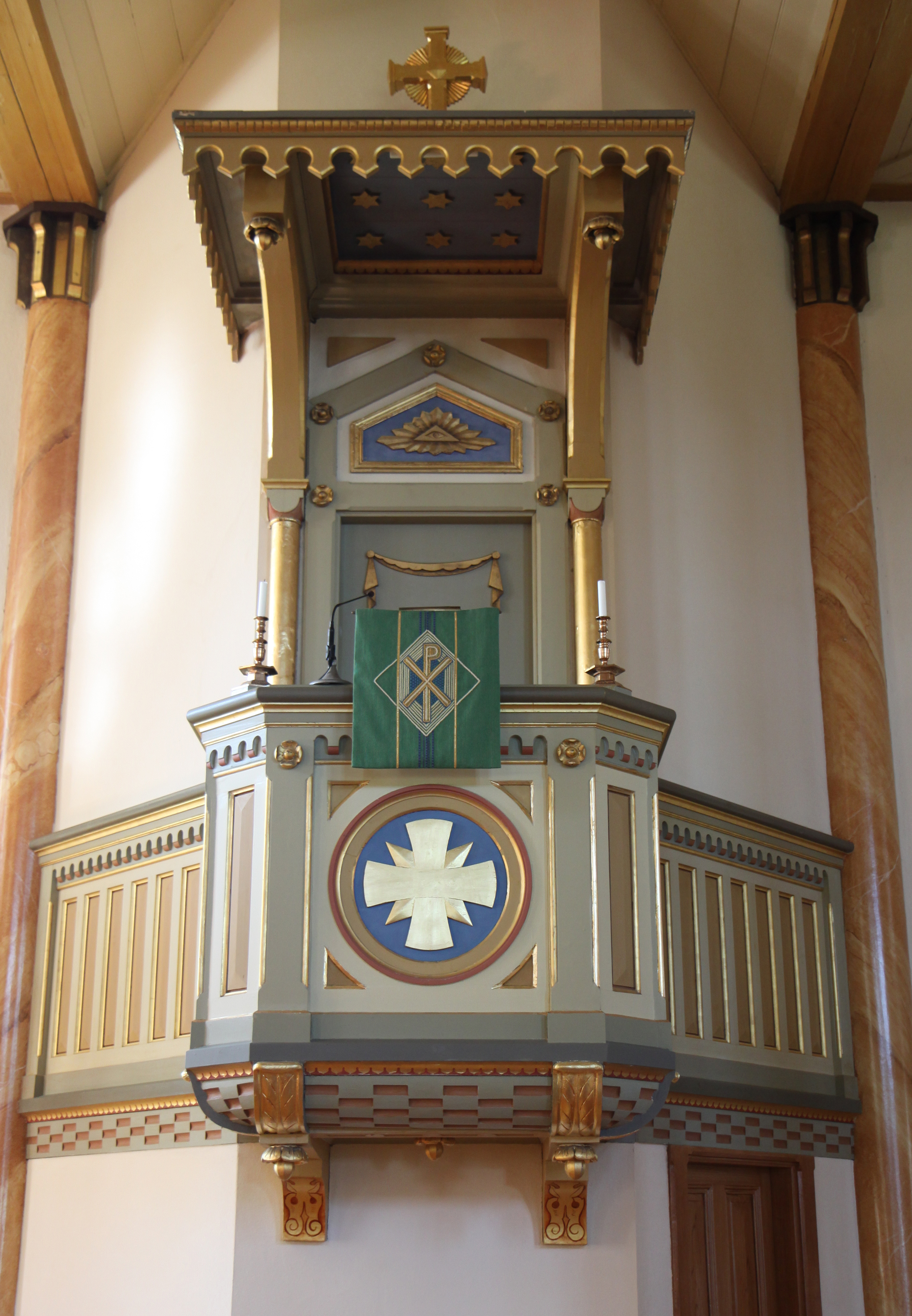
Predikstolen
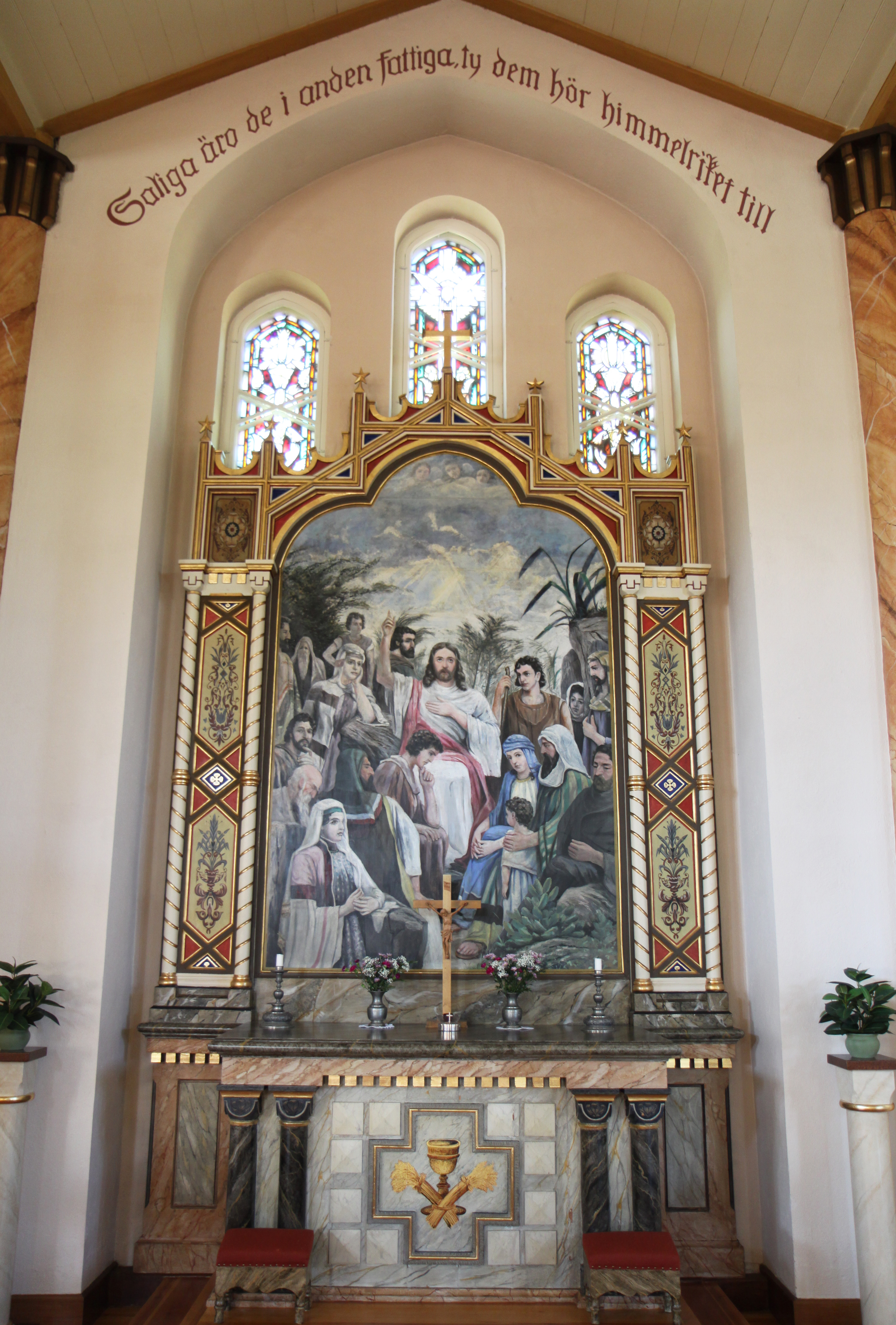
Altaruppsatsen
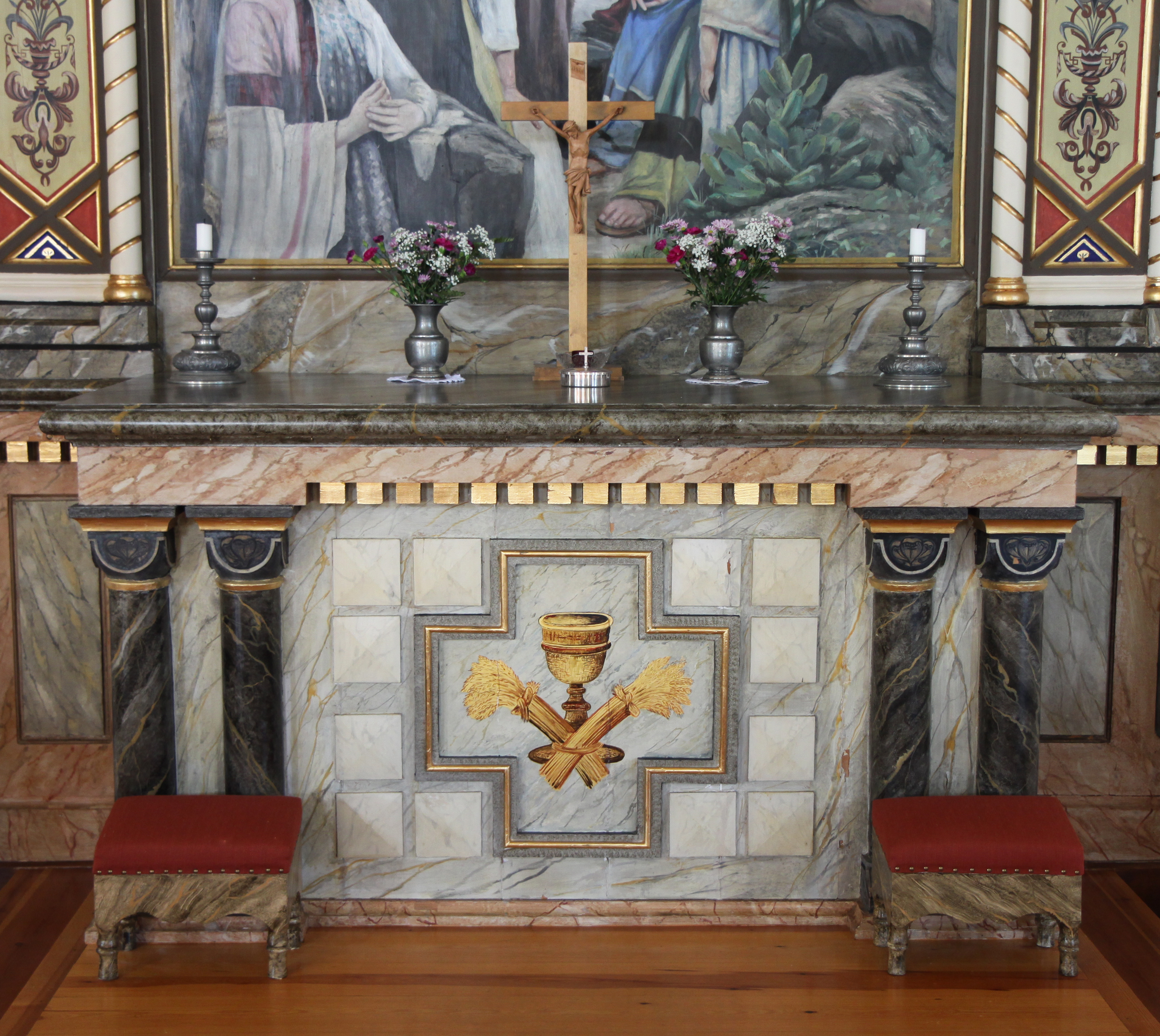
Altaret
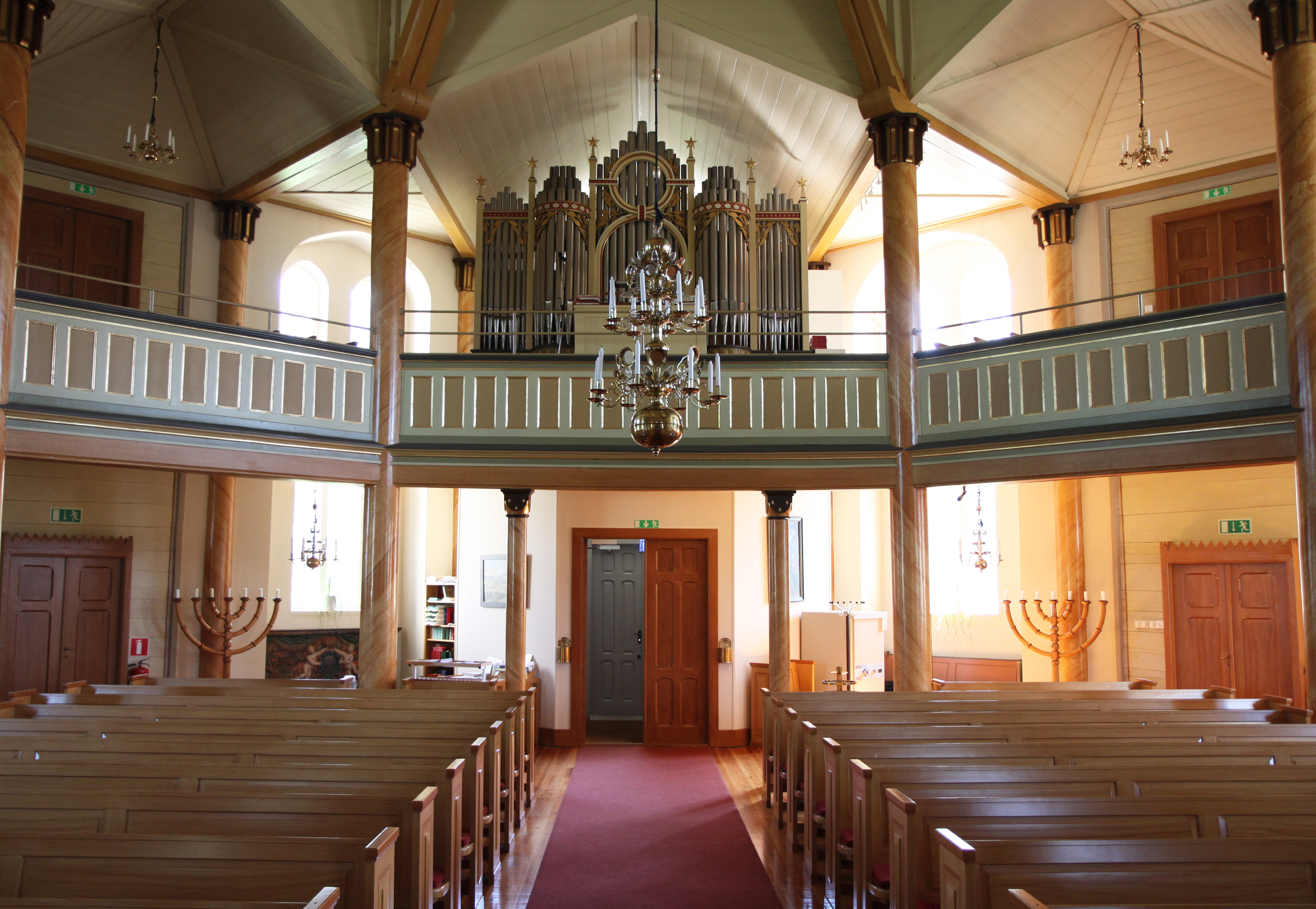
Interiör mot orgelläktaren
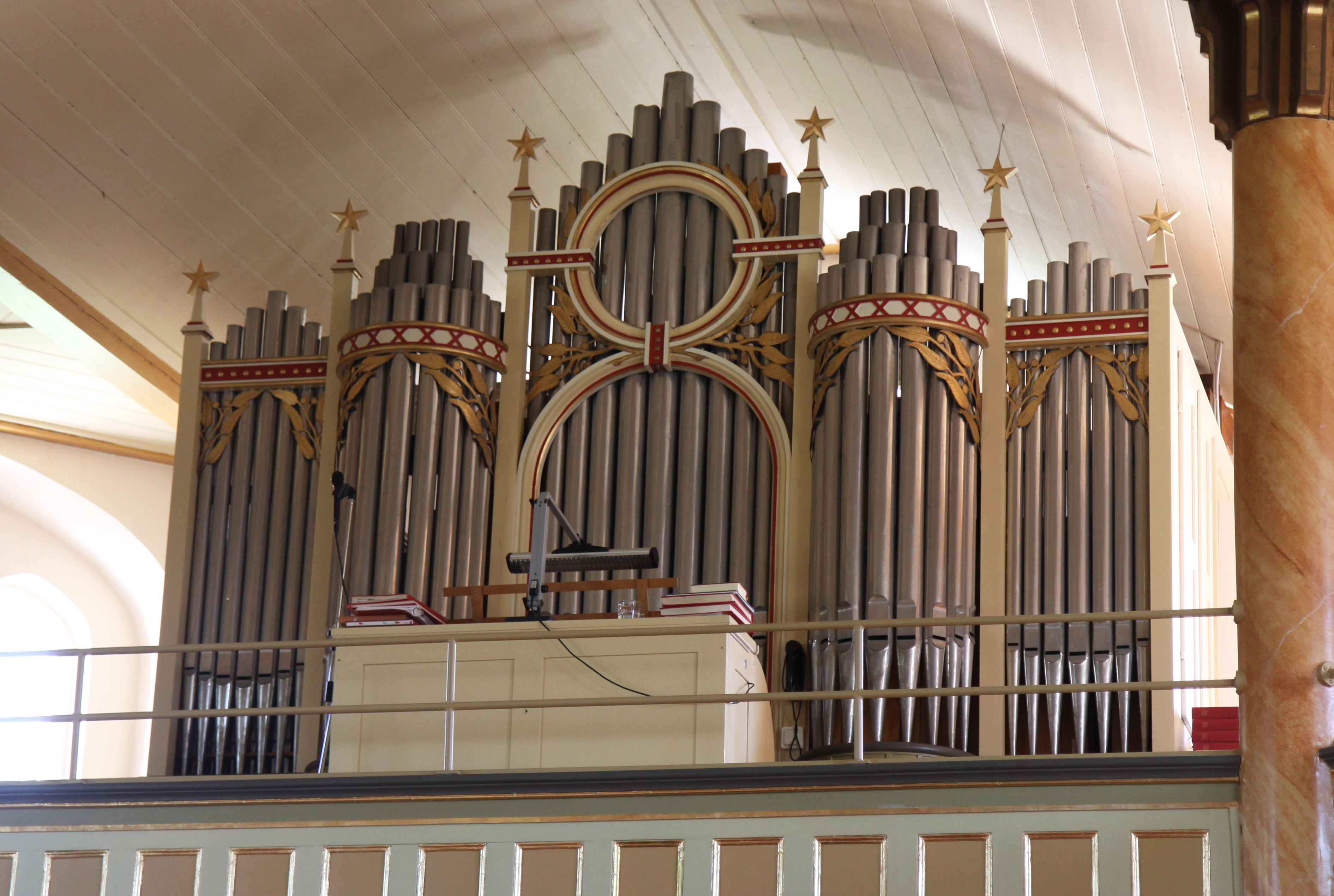
Orgelfasaden